# Liste der Monuments historiques in Colombes
Die Liste der Monuments historiques in Colombes führt die Monuments historiques in der französischen Gemeinde Colombes auf.

## Liste der Bauwerke
| Bezeichnung                                         | Beschreibung | Standort                        | Kennzeichnung | Schutzstatus | Datum | Bild           |
| --------------------------------------------------- | ------------ | ------------------------------- | ------------- | ------------ | ----- | -------------- |
| Glockenturm der ehemaligen Kirche St-Pierre-St-Paul |              | Place du Général-Leclerc (Lage) | PA00088100    | Inscrit      | 1937  | weitere Bilder |
| Schiffshebewerk                                     |              | 82, rue Paul-Bert (Lage)        | PA00088179    | Inscrit      | 1992  | weitere Bilder |

## Liste der Objekte

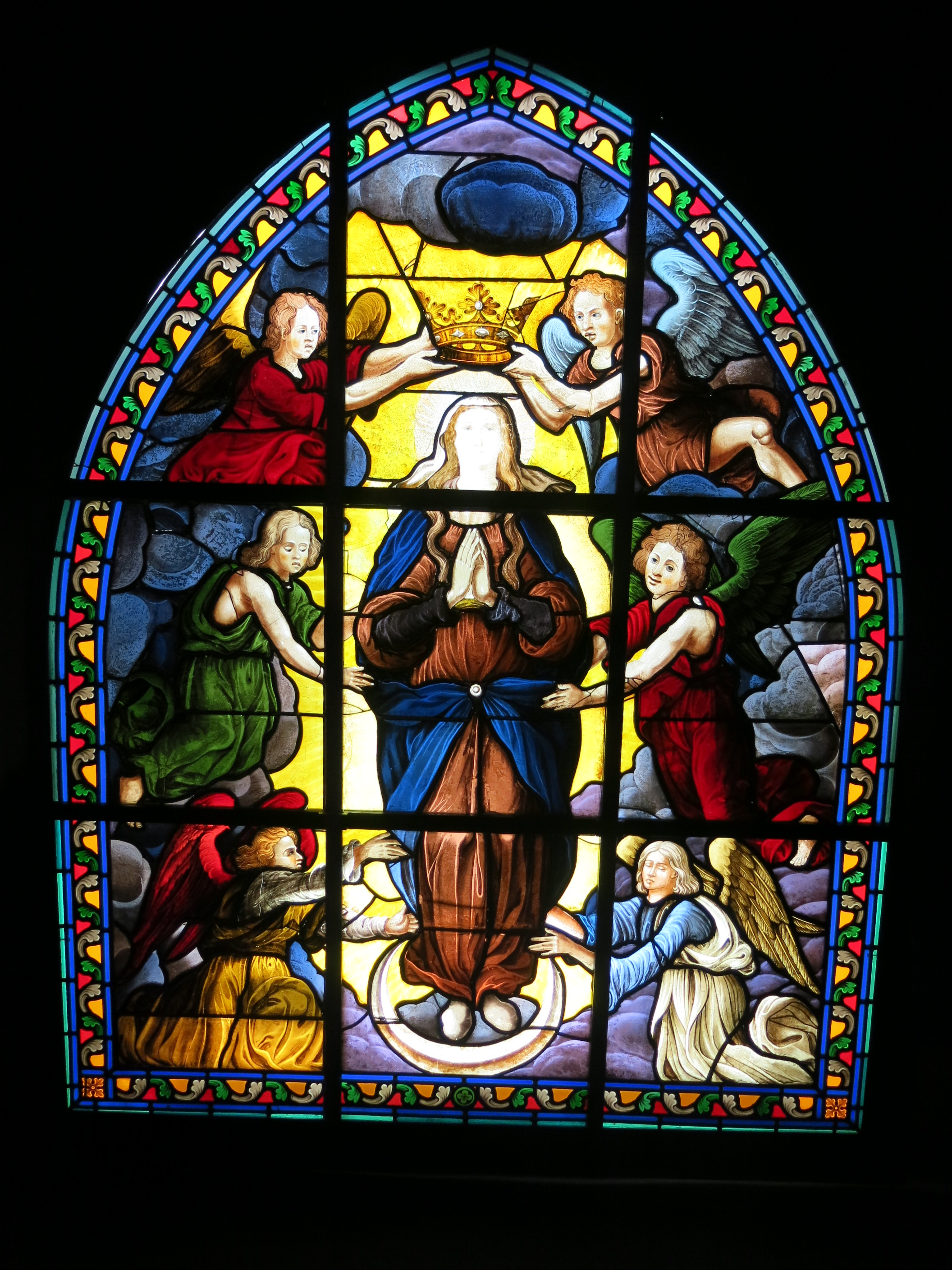
Bleiglasfenster Mariä Himmelfahrt (um 1600) in der ehemalige Kirche St-Pierre-St-Paul

- Monuments historiques (Objekte) in Colombes in der Base Palissy des französischen Kultusministeriums